# Henriëtte Gesina Numans
Henriëtte Gesina Numans (Sintang, Indonèsia, 15 d'agost de 1877 - Zeist, 11 de maig de 1955) fou una pintora neerlandesa.
Es va formar a La Haia a l'escola de dibuix entre els anys 1899 i 1900. Va contreure matrimoni amb el pintor Waalko Jans Dingemans, i van viure primer a la Haia, durant els anys 1904 i 1911, i més tard es van traslladar a Haarlem, on va morir el 1925. Henriette va ensenyar a dibuixar en una escola per a noies i va ser membre de Kunst Zij Ons Doel i d'Arti et Amicitiae a Amsterdam.